# Peter Jaszi

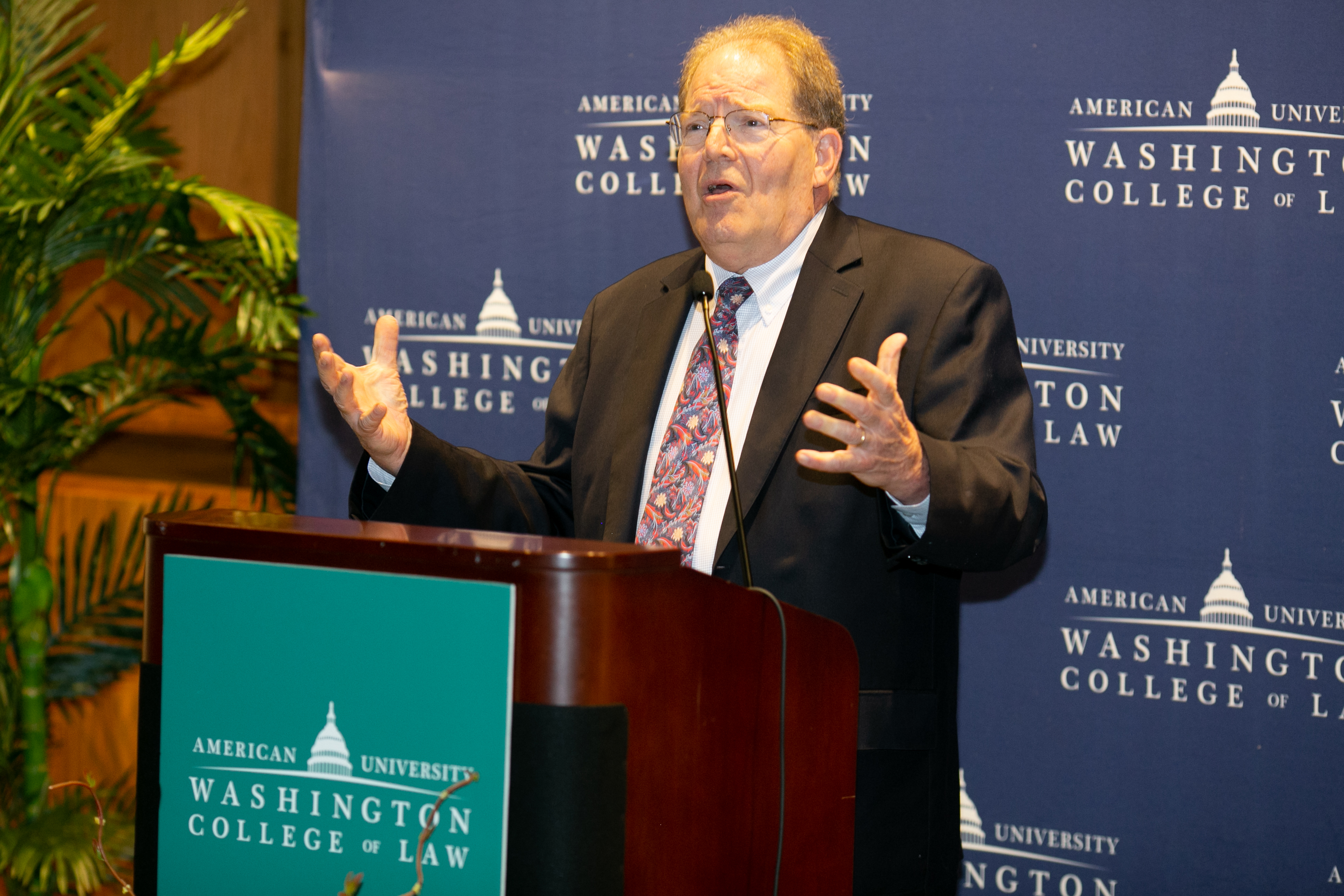
Peter Jaszi (2018)

Peter Jaszi (* 1946) ist ein US-amerikanischer Rechtswissenschaftler. Er ist Professor Emeritus am Washington College of Law der American University und unterrichtet dort US-amerikanisches und internationales Urheberrecht sowie Recht und Literatur.
Jaszi erhielt 1968 einen B.A. von der Harvard University und 1971 einen J.D. von der Harvard Law School.
Zusammen mit Craig Joyce, Marshall Leaffer und Tyler Ochoa ist er Herausgeber des Standardwerks Copyright Law.
Jaszi beschäftigte sich intensiv mit der Geschichte des Urheberrechts. In einer zur damaligen Zeit ungewöhnlichen Kooperation mit der Literaturwissenschaftlerin Martha Woodmansee erforschte er den Zusammenhang zwischen Urheberrecht und Autorenpersönlichkeit. Sie veröffentlichten diverse gemeinsame Texte, darunter den einflussreichen Tagungsband Intellectual Property and the Construction of Authorship. Theoretisch forschten sie im Anschluss an Michel Foucaults Text Was ist ein Autor? die Entstehung der Autorenperson im Zusammenhang mit der Konstitution eines modernen Urheberrechts. In die Rechtswissenschaft brachte er den Topos unter dem Titel Wen interessiert schon wer Shakespeare geschrieben hat? ein. Politisch aktiv wurde Jaszi beispielsweise als er als Experte vor dem US-Senat auftrat und gegen die Annahme des Sonny Bono Copyright Term Extension Act argumentierte.